# Villers-Franqueux
Villers-Franqueux é uma comuna francesa na região administrativa do Grande Leste, no departamento de Marne. Estende-se por uma área de 3.29 km², e possui 296 habitantes, segundo o censo de 2018, com uma densidade de 90 hab/km².